# Malika Makouf Rasmussen
Malika Makouf Rasmussen (née le 27 février 1965 à Alger) est une musicienne, compositrice, productrice et philosophe franco-algéro-norvégienne, de père franco-algérien et de mère norvégienne.

## Biographie
Malika Makouf Rasmussen est née le 27 février 1965 à Alger. Sa famille vit ensuite un an à Budapest avant de s’installer en Norvège en 1970, tandis que son père réside à Paris.
Elle commence la pratique de la balalaïka puis suit des cours de guitare à l’âge de neuf ans, tout en aimant jouer de la basse électrique et de la batterie. Sa mère lui offre un tourne-disque et des disques de Deep Purple, les Beatles, Pink Floyd, Simon et Garfunkel, Miriam Makeba, ainsi que du jazz et du classique, ajoutés à la musique algérienne déjà présente.
À quinze ans Malika retrouve son père à Paris et entre à la Sorbonne, alors même qu'elle n'a pas l'âge requis de dix-huit ans, et retrouve la langue française qu’elle n’avait pas pratiqué depuis longtemps.
Elle retourne en Norvège pour finaliser son bac musique et se joint à un groupe de jeunes intéressés par l’art. Puis elle revient à Paris où elle reste cinq ans, commençant sa carrière artistique.
En 2011, elle soutient une thèse de philosophie à l'université d'Oslo.

## Carrière musicale
Tout d'abord, Malika Makouf Rasmussen fait partie du groupe Harem. Le groupe se produit à l'Olympia, mais aussi sur les scènes de  Suisse, d'Allemagne, en Turquie et au Maroc.
Au début des années 1990, elle se rend à Oslo dans l'objectif d'établir sa carrière au niveau international. Elle se produit à la télévision, travaille en studio d’enregistrement, mais aussi au théâtre et comme professeur de musique. En parallèle, elle commence à construire ses propres projets.
En 2006, elle accompagne la chanteuse Mari Boine pour l'album Idjagieðas (In the Hand of the Night).
Malika fonde la maison de production Global Oslo Music, avec des bureaux à Paris et à New York, et crée le label « New Music »,.

## Discographie
- 2006 : Exit Cairo[8]
- 2008 : On Club[4],[9]
- 2010 : Urbanized[10]
- 2012 : So Easy So High[8]